# Pierre Lambillotte
Pierre Joseph Lambillotte  dit Joseph, né à Jumet le 16 novembre 1852 et mort  à Jumet le 13 décembre 1919, est un homme politique socialiste wallon, membre du POB.

## Biographie
Fils d’un verrier, Joseph Lambillotte est lui-même ouvrier-verrier, membre du syndicat Union Verrière il participe à ce titre à la grande grève insurrectionnelle du printemps 1886 qui secoue violemment le sillon industriel wallon pendant plusieurs semaines.
Son rôle syndical lui vaut d’être sur les listes du POB lors des premières élections législatives au suffrage universel plural en 1894 où il représente l’aile syndicale et ouvrière du parti, il faisait partie d'ailleurs des Chevaliers du travail. Il est élu député socialiste de l'arrondissement de Charleroi et le reste jusqu'à sa mort.
Au niveau local, Joseph Lambillotte fut conseiller communal et échevin de Jumet dès 1895.
Proche de Jules Destrée, il représente Charleroi à l’Assemblée wallonne de 1912 à 1919. 